# Alicia, deudora
Alicia, deudora es el sexto capítulo de la cuarta temporada de la serie de televisión argentina Mujeres asesinas. Este episodio se estrenó el día 12 de febrero de 2008.
Este episodio cuenta con Rita Cortese, en el papel de asesina. Coprotagonizado por la primera actriz Tina Serrano.

## Desarrollo

### Trama
Alicia (Rita Cortese) debía mucho dinero a una amiga Nelly, (Tina Serrano) a quien estafaba, hasta que un día Alicia por la necesidad del dinero entra a la casa de su amiga a robar, después de esto Nelly se entera y reclama, amenazándola con denunciarla a la policía a ella y a su hijo, en la desesperación Alicia toma un reloj y mata a Nelly de un porrazo en la cabeza.

### Condena
El cadáver de Nelly fue descubierto 3 días después del crimen. Alicia L. fue condenada a 9 años de prisión por homicidio simple. No recibió visitas durante todo el periodo que estuvo detenida.

## Elenco
- Rita Cortese como Alicia
- Tina Serrano como Nelly
- Santiago Stieben